# Temporada 2010-2011 de l'EC Granollers
Continuant la tònica dels darrers anys, l'Esport Club Granollers no aixeca cap i desaprofita una gran ocasió per pujar de categoria, donada la reestructuració del futbol regional duta a terme per la Federació Catalana de Futbol, que enguany permetia l'ascens directe de fins a 6 possibles candidats. Per segon any consecutiu tres entrenadors diferents s'asseuen a la banqueta, i el reguitzell de jugadors utilitzats arriba a 43, superant qualsevol registre anterior.

## Fets destacats
2010
- 27 d'octubre: s'inaugura la Llar de Campions, una exposició que ret homenatge a tots aquells jugadors sortits del futbol base del club, i que en algun moment de llur carrera han assolit la primera divisió.[1][2][3]

2011
- 12 de febrer: després de perdre el derbi al camp del CF Mollet UE, la junta directiva cessa el gironí Xavi Ceballos, el qual és substituït per un altre jove entrenador, Cristian Colás, de només 27 anys i fins aleshores assistent a la banqueta del CE Europa.[4][5]
- 26 de març: Colás no aconsegueix guanyar cap partit i també és rellevat del càrrec; el tandem Fradera-Gurri es fa càrrec de l'equip fins a final de temporada.[6]

## Plantilla
| Núm. | Pos. |           | Jugador                                | Procedència                | Temporada |
| ---- | ---- | --------- | -------------------------------------- | -------------------------- | --------- |
|      | POR  | Catalunya | Víctor Vilarrassa Torres               | juvenil                    | 2008-2009 |
|      | POR  | Catalunya | Àlex Luis Cruz 'Sepu II'               | FC Palafrugell             | 2010-2011 |
|      | POR  | Catalunya | Juan Valenzuela Alcalde 'Juanuto'      | AE Unificació Badalona Sud | 2010-2011 |
|      | POR  | Catalunya | Pablo Doñate Reina                     | CE Premià                  | 2010-2011 |
|      | DEF  | Catalunya | Àlex Merlatti Barrero                  | juvenil                    | 2008-2009 |
|      | DEF  | Catalunya | Michael Baraffe Sanés 'Maikel'         | UE Vilassar de Mar juvenil | 2009-2010 |
|      | DEF  | Catalunya | Roger Cánovas Grau                     | CE Europa                  | 2009-2010 |
|      | DEF  | Catalunya | Jordi Cabratosa Casellas 'Cabra'       | CE Sant Hilari             | 2010-2011 |
|      | DEF  | Catalunya | Gerard Rovira Atencia 'Rubi'           | UDA Gramenet B             | 2010-2011 |
|      | DEF  | Catalunya | David Suárez Galán                     | CF Badalona juvenil        | 2010-2011 |
|      | DEF  | Catalunya | Jordi Cussó Torres                     | CD Montcada                | 2010-2011 |
|      | DEF  | Catalunya | Gerard Casals Colomer                  | CF Badalona juvenil        | 2010-2011 |
|      | DEF  | Catalunya | David Charcos Gastón                   | Palamós CF                 | 2010-2011 |
|      | DEF  | Catalunya | Roger Bellavista Fortuny               | UE Vic                     | 2010-2011 |
|      | DEF  | Catalunya | Daniel Óscar Fernández García 'Dani O' | CF Peralada                | 2010-2011 |
|      | DEF  | Catalunya | Carles Camps de Cabo 'Litus'           | CE Premià                  | 2010-2011 |
|      | DEF  | Catalunya | Xavier Comas Cañizares                 | UE Vic                     | 2010-2011 |
|      | DEF  | Catalunya | Rogeli Mas Navarro                     | CF Arenys de Mar           | 2010-2011 |
|      | DEF  | Catalunya | Arnau Vicente Corbera                  | CE Sant Celoni             | 2010-2011 |
|      | DEF  | Catalunya | Aleix Pinadella Bernabéu               | CF Badalona juvenil        | 2010-2011 |
|      | MIG  | Catalunya | Oriol Vila Martí                       | UE Vilassar de Mar         | 2008-2009 |
|      | MIG  | Catalunya | Víctor Manuel Sánchez Toledano         | UE Canovelles              | 2009-2010 |
|      | MIG  | Catalunya | Víctor Talavera Ibáñez 'Tala'          | CE Farners                 | 2010-2011 |
|      | MIG  | Catalunya | Ivan García Rodríguez                  | CE Sant Hilari             | 2010-2011 |
|      | MIG  | Catalunya | José María 'Chava' Jiménez González    | CF Montañesa               | 2010-2011 |
|      | MIG  | Catalunya | David Matito Pérez                     | UE Canovelles              | 2010-2011 |
|      | MIG  | Catalunya | Josep Maria 'Pep' Roca Ortiz           | CE L'Hospitalet juvenil    | 2010-2011 |
|      | MIG  | Catalunya | Lluís Font Dolcet                      | juvenil                    | 2010-2011 |
|      | MIG  | Catalunya | Aitor Martí Maldonado                  | juvenil                    | 2010-2011 |
|      | MIG  | Catalunya | Lander Delgado Muñoz                   | CE Sant Celoni             | 2010-2011 |
|      | MIG  | Catalunya | Alejandro Sánchez Mahicas              |                            | 2010-2011 |
|      | DAV  | Mali      | Adama Sissoko Namake                   | CF Ametlla juvenil         | 2009-2010 |
|      | DAV  | Catalunya | Jonathan González Espinosa             | juvenil                    | 2009-2010 |
|      | DAV  | Marroc    | Bilal Marroun Talibi                   | juvenil                    | 2009-2010 |
|      | DAV  | Gàmbia    | Muhammed Sumare Touray                 | CF Peralada                | 2010-2011 |
|      | DAV  | Catalunya | Iván González Colom                    | Pobla Mafumet CF           | 2010-2011 |
|      | DAV  | Catalunya | Germán Sánchez Llanos                  | CD Montcada                | 2010-2011 |
|      | DAV  | Catalunya | Cristian Pérez Ruiz 'Kitty'            | Murallas de Ceuta FC       | 2010-2011 |
|      | DAV  | Catalunya | Rubén Soler Navas                      | AE Guíxols                 | 2010-2011 |
|      | DAV  | Catalunya | Daniel Haro Fernández                  | CE Empuriabrava            | 2010-2011 |
|      | DAV  | Senegal   | Mamadou Aliou Demba Diallo             | CE Premià                  | 2010-2011 |
|      | DAV  | Catalunya | Rodolfo Cantos 'Rudi'                  | US Corró d'Amunt           | 2010-2011 |
|      | DAV  | Catalunya | Sergio Castro Sánchez                  | CFS La Garriga             | 2010-2011 |

Altres jugadors utilitzats a la pre-temporada: Eduard Benedito de Maya 'Piru' (Vilassar de Dalt), Audald Lloret Villas (Vic), Lluís Maíllo Pascual (Europa), Marcelo Sebastián Villegas (Canovelles). 

Llegenda:  ·   Capità  ·   Juvenil  ·   Lesionat  ·   Altes  ·   Passaport europeu  ·   Extracomunitari  ·   Extracomunitari sense restricció
| Baixes 2009-2010                 | Destinació              |
| Cristian Raño Pérez              | CE Premià de Dalt       |
| David Guisado Herrera            |                         |
| Kelian Piera Quintana            | CE Olímpic Can Fatjó    |
| Carles Crivillé Pedrero          | lesionat                |
| David Rueda Mangas               |                         |
| Javier Santisteban Vercher       | UD Gornal               |
| Àlex Gil Salas                   | UE Vilassar de Mar      |
| Joan Brullet Gubern              | UE Vilassar de Mar      |
| Francisco Javier Rubio Rodríguez | CF Olesa                |
| David Sánchez Rodríguez          | UD Cirera               |
| Gerard García Benéitez           | CE L'Hospitalet juvenil |
| David Calvo Álvarez              | CE Premià de Dalt       |
| Rubén Romera Olla                | CF Atlètic Poble Sec    |
| Amsatou Diop 'Dame'              | CP San Cristóbal        |

| Baixes 2010-2011                       | Destinació           |
| Carlos Romo Melguizo                   | CF Les Franqueses    |
| Alejandro 'Pibe'                       | FC Palau             |
| José María 'Chava' Jiménez González    | CD Blanes            |
| Jordi Cussó Torres                     | CD Blanes            |
| Víctor Manuel Sánchez Toledano         | CF Mollet UE         |
| Gerard Rovira Atencia 'Rubi'           |                      |
| Cristian Pérez Ruiz 'Kitty'            | UE Caldes            |
| David Suárez Galán                     | UE Canovelles        |
| Gerard Casals Colomer                  | CF Vilamajor         |
| Àlex Luis Cruz 'Sepu II'               | UE Calonge           |
| Josep Maria 'Pep' Roca Ortiz           | FC Vilamalla         |
| Daniel Óscar Fernández García 'Dani O' | UE La Jonquera       |
| Muhammed Sumare Touray                 |                      |
| Daniel Haro Fernández                  |                      |
| Carles Camps de Cabo 'Litus'           | UE Vilassar de Mar   |
| Juan Valenzuela Alcalde 'Juanuto'      | CF Unificació Llefià |

| Jornades | 01 | 02 | 03 | 04 | 05 | 06 | 07 | 08 | 09 | 10 | 11 | 12 | 13 | 14 | 15 | 16 | 17 | 18 | 19 | 20 | 21 | 22 | 23 | 24 | 25 | 26 | 27 | 28 | 29 | 30 | 31 | 32 | 33 | 34 | Sumatoris         | PJ | GM | GE | TG  | TV | PS   |
| --- | --- | --- | --- | --- | --- | --- | --- | --- | --- | --- | --- | --- | --- | --- | --- | --- | --- | --- | --- | --- | --- | --- | --- | --- | --- | --- | --- | --- | --- | --- | --- | --- | --- | --- | ----------------- | -- | -- | -- | --- | -- | ---- |
| Jonathan | | - | - | 5 | 5 | - | 5 | 7 | 6 | 8 | 5 | 5 | 8 | 6 | 5 | - | 5 | - | 5 | 6 | 6 | 5 | 7 | 8 | 6 | 5 | 5 | - | 5 | 8 | | 6 | 7 | 7 | Jonathan          | 32 | 7  |    | 4   |    | 156  |
| Ivan García | 6 | 6 | 7 | - | - | 5 | 6 | - | 6 | 8 | 5 | 7 | 8 | 6 | 5 | 6 | 6 | 7 | 5 | 6 | 7 | 5 | 7 | 7 | | 7 | 5 | 6 | 5 | 7 | | - | 6 | 6 | Ivan García       | 32 | 2  |    | 7   |    | 173  |
| David Matito | 6 | 6 | 7 | 5 | 5 | 5 | 5 | 6 | 6 | | 5 | 6 | 8 | 7 | 6 | 9 | 6 | 7 | 5 | | 6 | 5 | - | 6 | 7 | 6 | 5 | 7 | | 7 | | 6 | 7 | 6 | David Matito      | 30 | 4  |    | 10  |    | 178  |
| Tala | 6 | 5 | - | 5 | 5 | 5 | 5 | 6 | 5 | 8 | 5 | 5 | 8 | | 5 | 7 | 5 | 7 | 7 | 6 | 6 | 6 | 8 | 7 | 7 | 6 | 5 | | 5 | 7 | | 6 | 7 | | Tala              | 30 | 1  |    | 17  |    | 175  |
| Oriol Vila | 6 | 6 | 7 | 6 | 6 | 6 | 6 | 7 | 6 | 8 | 6 | | 8 | 6 | 6 | 8 | 6 | 6 | | | | 5 | 8 | 7 | | | 6 | 6 | 6 | 7 | | 7 | 7 | 7 | Oriol Vila        | 27 | 3  |    | 15  |    | 176  |
| Germán | - | - | | 5 | - | 5 | 5 | 6 | | | | | - | 6 | - | 7 | 5 | 7 | 6 | 7 | 7 | 6 | 7 | 7 | 7 | 8 | 5 | 6 | | 7 | | 7 | 7 | 6 | Germán            | 27 | 2  |    | 6   | 1  | 139  |
| Bellavista | 6 | 6 | 7 | 6 | 5 | 6 | 6 | 6 | | | | 5 | 8 | 6 | 5 | | 6 | 7 | 6 | 6 | | 5 | 7 | 8 | 7 | 6 | 6 | 6 | 5 | | | 7 | 7 | 6 | Bellavista        | 27 |    |    | 10  | 1  | 167  |
| Bilal | | | | - | - | | - | - | - | - | - | - | - | 7 | - | - | - | - | 5 | 6 | | | - | - | | 6 | 5 | | - | - | | 7 | 6 | 7 | Bilal             | 25 | 1  |    | 6   |    | 49   |
| Merlatti | | - | 7 | 5 | 5 | 5 | 5 | 6 | 6 | 8 | 5 | | 8 | | | | - | | 5 | - | | 6 | | 7 | 6 | 8 | | 7 | 5 | 7 | | 6 | 7 | 6 | Merlatti          | 24 |    |    | 9   | 2  | 130  |
| Adama | - | 5 | 7 | | 6 | - | 5 | 8 | 9 | 8 | 5 | - | 9 | 7 | 5 | 8 | 8 | 9 | 6 | | | | | | | | | | | 8 | | 7 | 7 | 6 | Adama             | 22 | 13 |    | 3   |    | 133  |
| Iván González | 6 | 6 | 7 | 5 | 8 | 6 | 5 | 6 | 6 | 8 | 5 | 7 | 8 | 7 | 5 | 8 | 6 | 7 | 6 | | 7 | | | | | | | | | | | | | | Iván González     | 20 | 5  |    | 8   |    | 129  |
| Cánovas | 6 | 5 | - | | | | | | 5 | 8 | 5 | 6 | 8 | 6 | 5 | 7 | 6 | 6 | | 6 | 6 | | | 7 | 7 | 7 | - | | | | | | | | Cánovas           | 19 | 1  |    | 6   | 1  | 106  |
| Cabra | | | | | | | | | | | | 6 | | | 5 | 8 | 6 | 7 | 5 | 6 | 7 | - | 6 | 7 | 7 | 5 | 5 | 6 | 5 | | | - | 6 | 6 | Cabra             | 19 |    |    | 5   | 1  | 103  |
| Víctor Vilarrassa | | | | | 6 | 5 | | | 5 | | 5 | | | - | | 8 | 5 | 9 | 6 | 6 | 7 | 5 | | 8 | 8 | 6 | 5 | | 5 | | | | | 8 | Víctor Vilarrassa | 18 |    | 28 | 2   |    | 107  |
| Rubén Soler | | | | | | | | | | | | | | | | 7 | 6 | - | 5 | 6 | 7 | 6 | - | - | 6 | - | - | 7 | 5 | | | | - | 7 | Rubén Soler       | 16 | 2  |    | 5   |    | 62   |
| Touray | 6 | - | 8 | 5 | | - | 6 | | - | 8 | - | 5 | - | 6 | | | | - | - | 6 | - | | | | | | | | | | | | | | Touray            | 16 | 1  |    | 1   |    | 50   |
| Maikel | 6 | 5 | 7 | 5 | 5 | 5 | 6 | 6 | 6 | 8 | 6 | 5 | | | | | | | | | | | | | | | | | | | | | | | Maikel            | 12 |    |    | 4   |    | 70   |
| Sepu II | 6 | 8 | 8 | 6 | 5 | | 5 | 6 | | 8 | | 6 | 8 | 6 | 5 | | | | | | | | | | | | | | | | | | | | Sepu II           | 12 |    | 14 | 2   | 1  | 77   |
| Litus | | | | | | | | | | | | | | | | 7 | 5 | 7 | 5 | - | 6 | 5 | 7 | | | | | | | | | | | | Litus             | 8  |    |    | 2   |    | 42   |
| Xavi Comas | | | | | | | | | | | | | | | | | | | | 6 | 7 | 5 | 6 | - | | - | 5 | 6 | | | | | | | Xavi Comas        | 8  |    |    | 6   | 1  | 35   |
| Pep Roca | | | | | - | - | | | 6 | 8 | | 5 | - | - | | | | | | | | | | | | | | | | | | | | | Pep Roca          | 7  |    |    | 3   | 1  | 19   |
| Arnau | | | | | | | | | | | | | | | | | | | | | | | | | | | | - | 5 | 7 | | 6 | 7 | 6 | Arnau             | 6  |    |    | 2   |    | 31   |
| Kitty | - | | - | | 5 | 5 | 6 | | | - | | | | | | | | | | | | | | | | | | | | | | | | | Kitty             | 6  |    |    | 1   |    | 16   |
| Aliou | | | | | | | | | | | | | | | | | | | | | | | 8 | | 6 | | 5 | 7 | 6 | | | | | | Aliou             | 5  | 1  |    | 2   |    | 32   |
| Dani O | | | | | | | | | | | - | 7 | | 6 | 5 | 5 | | | | | | | | | | | | | | | | | | | Dani O            | 5  | 1  |    | 2   | 1  | 23   |
| Lander | | | | | | | | | | | | | | | | | | | | | | | | | | | | - | - | - | | - | - | | Lander            | 5  |    |    | 1   |    | -    |
| Pablo Doñate | | | | | | | | | | | | | | | | | | | | | | | | | | | | 6 | | 7 | | 7 | 7 | | Pablo Doñate      | 4  |    | 3  |     |    | 27   |
| Chava | 6 | 6 | 7 | 5 | | | | | | | | | | | | | | | | | | | | | | | | | | | | | | | Chava             | 4  |    |    | 1   |    | 24   |
| Rubi | 6 | 5 | 7 | 6 | | | | | | | | | | | | | | | | | | | | | | | | | | | | | | | Rubi              | 4  |    |    | 2   | 1  | 24   |
| Víctor Manuel | | | | | | | - | - | - | 8 | | | | | | | | | | | | | | | | | | | | | | | | | Víctor Manuel     | 4  |    |    | 1   |    | 8    |
| Álex | | | | | | | | | | | | | | | | | | | | | | | | | | | | | - | - | | - | - | | Álex              | 4  |    |    |     |    | -    |
| Dani Haro | | | | | | | | | | | | | | | | | | | | - | 6 | - | | | | | | | | | | | | | Dani Haro         | 3  | 1  |    |     |    | 6    |
| Rogeli | | | | | | | | | | | | | | | | | | | | | | | | 7 | 7 | 5 | | | | | | | | | Rogeli            | 3  |    |    | 1   |    | 19   |
| Cussó | | | | | | | | - | 6 | - | | | | | | | | | | | | | | | | | | | | | | | | | Cussó             | 3  |    |    |     |    | 6    |
| Rudi | | | | | | | | | | | | | | | | | | | | | | | | | | | | - | 5 | - | | | | | Rudi              | 3  |    |    | 1   |    | 5    |
| Pinadella | | | | | | | | | | | | | | | | | | | | | | | | | | | | | 5 | 7 | | | | | Pinadella         | 2  |    |    | 2   | 1  | 12   |
| Gerard Casals | | | | | | | | | | | | - | - | | | | | | | | | | | | | | | | | | | | | | Gerard Casals     | 2  |    |    |     |    | -    |
| Juanuto | | | | | | | | | | | | | | | | | | | | | | | 7 | | | | | | | | | | | | Juanuto           | 1  |    | 3  |     |    | 7    |
| Charcos | 6 | | | | | | | | | | | | | | | | | | | | | | | | | | | | | | | | | | Charcos           | 1  |    |    |     |    | 6    |
| Lluís Font | | | | | | | | | | | | | | | | | | | | | | | | | - | | | | | | | | | | Lluís Font        | 1  |    |    |     |    | -    |
| Aitor | | | | | | | | | | | | | | | | | | | | | | | | | | - | | | | | | | | | Aitor             | 1  |    |    |     |    | -    |
| David Suárez | | | | | | | | | | | | | | | | | | | | | | | | | | | | | | | | | | | David Suárez      | -  |    |    |     | 1  | -    |
| Sergio Castro | | | | | | | | | | | | | | | | | | | | | | | | | | | | | | | | | | | Sergio Castro     | -  |    |    |     |    | -    |
| PJ:partits jugats, GM:gols marcats, GE:gols encaixats, TG:targetes grogues, TV:targetes vermelles, PS:puntuació Sport \| puntuació \| groga \| groga + groga \| groga + vermella \| vermella \| sanció \| lesió \| baixa \| | PJ:partits jugats, GM:gols marcats, GE:gols encaixats, TG:targetes grogues, TV:targetes vermelles, PS:puntuació Sport \| puntuació \| groga \| groga + groga \| groga + vermella \| vermella \| sanció \| lesió \| baixa \| | PJ:partits jugats, GM:gols marcats, GE:gols encaixats, TG:targetes grogues, TV:targetes vermelles, PS:puntuació Sport \| puntuació \| groga \| groga + groga \| groga + vermella \| vermella \| sanció \| lesió \| baixa \| | PJ:partits jugats, GM:gols marcats, GE:gols encaixats, TG:targetes grogues, TV:targetes vermelles, PS:puntuació Sport \| puntuació \| groga \| groga + groga \| groga + vermella \| vermella \| sanció \| lesió \| baixa \| | PJ:partits jugats, GM:gols marcats, GE:gols encaixats, TG:targetes grogues, TV:targetes vermelles, PS:puntuació Sport \| puntuació \| groga \| groga + groga \| groga + vermella \| vermella \| sanció \| lesió \| baixa \| | PJ:partits jugats, GM:gols marcats, GE:gols encaixats, TG:targetes grogues, TV:targetes vermelles, PS:puntuació Sport \| puntuació \| groga \| groga + groga \| groga + vermella \| vermella \| sanció \| lesió \| baixa \| | PJ:partits jugats, GM:gols marcats, GE:gols encaixats, TG:targetes grogues, TV:targetes vermelles, PS:puntuació Sport \| puntuació \| groga \| groga + groga \| groga + vermella \| vermella \| sanció \| lesió \| baixa \| | PJ:partits jugats, GM:gols marcats, GE:gols encaixats, TG:targetes grogues, TV:targetes vermelles, PS:puntuació Sport \| puntuació \| groga \| groga + groga \| groga + vermella \| vermella \| sanció \| lesió \| baixa \| | PJ:partits jugats, GM:gols marcats, GE:gols encaixats, TG:targetes grogues, TV:targetes vermelles, PS:puntuació Sport \| puntuació \| groga \| groga + groga \| groga + vermella \| vermella \| sanció \| lesió \| baixa \| | PJ:partits jugats, GM:gols marcats, GE:gols encaixats, TG:targetes grogues, TV:targetes vermelles, PS:puntuació Sport \| puntuació \| groga \| groga + groga \| groga + vermella \| vermella \| sanció \| lesió \| baixa \| | PJ:partits jugats, GM:gols marcats, GE:gols encaixats, TG:targetes grogues, TV:targetes vermelles, PS:puntuació Sport \| puntuació \| groga \| groga + groga \| groga + vermella \| vermella \| sanció \| lesió \| baixa \| | PJ:partits jugats, GM:gols marcats, GE:gols encaixats, TG:targetes grogues, TV:targetes vermelles, PS:puntuació Sport \| puntuació \| groga \| groga + groga \| groga + vermella \| vermella \| sanció \| lesió \| baixa \| | PJ:partits jugats, GM:gols marcats, GE:gols encaixats, TG:targetes grogues, TV:targetes vermelles, PS:puntuació Sport \| puntuació \| groga \| groga + groga \| groga + vermella \| vermella \| sanció \| lesió \| baixa \| | PJ:partits jugats, GM:gols marcats, GE:gols encaixats, TG:targetes grogues, TV:targetes vermelles, PS:puntuació Sport \| puntuació \| groga \| groga + groga \| groga + vermella \| vermella \| sanció \| lesió \| baixa \| | PJ:partits jugats, GM:gols marcats, GE:gols encaixats, TG:targetes grogues, TV:targetes vermelles, PS:puntuació Sport \| puntuació \| groga \| groga + groga \| groga + vermella \| vermella \| sanció \| lesió \| baixa \| | PJ:partits jugats, GM:gols marcats, GE:gols encaixats, TG:targetes grogues, TV:targetes vermelles, PS:puntuació Sport \| puntuació \| groga \| groga + groga \| groga + vermella \| vermella \| sanció \| lesió \| baixa \| | PJ:partits jugats, GM:gols marcats, GE:gols encaixats, TG:targetes grogues, TV:targetes vermelles, PS:puntuació Sport \| puntuació \| groga \| groga + groga \| groga + vermella \| vermella \| sanció \| lesió \| baixa \| | PJ:partits jugats, GM:gols marcats, GE:gols encaixats, TG:targetes grogues, TV:targetes vermelles, PS:puntuació Sport \| puntuació \| groga \| groga + groga \| groga + vermella \| vermella \| sanció \| lesió \| baixa \| | PJ:partits jugats, GM:gols marcats, GE:gols encaixats, TG:targetes grogues, TV:targetes vermelles, PS:puntuació Sport \| puntuació \| groga \| groga + groga \| groga + vermella \| vermella \| sanció \| lesió \| baixa \| | PJ:partits jugats, GM:gols marcats, GE:gols encaixats, TG:targetes grogues, TV:targetes vermelles, PS:puntuació Sport \| puntuació \| groga \| groga + groga \| groga + vermella \| vermella \| sanció \| lesió \| baixa \| | PJ:partits jugats, GM:gols marcats, GE:gols encaixats, TG:targetes grogues, TV:targetes vermelles, PS:puntuació Sport \| puntuació \| groga \| groga + groga \| groga + vermella \| vermella \| sanció \| lesió \| baixa \| | PJ:partits jugats, GM:gols marcats, GE:gols encaixats, TG:targetes grogues, TV:targetes vermelles, PS:puntuació Sport \| puntuació \| groga \| groga + groga \| groga + vermella \| vermella \| sanció \| lesió \| baixa \| | PJ:partits jugats, GM:gols marcats, GE:gols encaixats, TG:targetes grogues, TV:targetes vermelles, PS:puntuació Sport \| puntuació \| groga \| groga + groga \| groga + vermella \| vermella \| sanció \| lesió \| baixa \| | PJ:partits jugats, GM:gols marcats, GE:gols encaixats, TG:targetes grogues, TV:targetes vermelles, PS:puntuació Sport \| puntuació \| groga \| groga + groga \| groga + vermella \| vermella \| sanció \| lesió \| baixa \| | PJ:partits jugats, GM:gols marcats, GE:gols encaixats, TG:targetes grogues, TV:targetes vermelles, PS:puntuació Sport \| puntuació \| groga \| groga + groga \| groga + vermella \| vermella \| sanció \| lesió \| baixa \| | PJ:partits jugats, GM:gols marcats, GE:gols encaixats, TG:targetes grogues, TV:targetes vermelles, PS:puntuació Sport \| puntuació \| groga \| groga + groga \| groga + vermella \| vermella \| sanció \| lesió \| baixa \| | PJ:partits jugats, GM:gols marcats, GE:gols encaixats, TG:targetes grogues, TV:targetes vermelles, PS:puntuació Sport \| puntuació \| groga \| groga + groga \| groga + vermella \| vermella \| sanció \| lesió \| baixa \| | PJ:partits jugats, GM:gols marcats, GE:gols encaixats, TG:targetes grogues, TV:targetes vermelles, PS:puntuació Sport \| puntuació \| groga \| groga + groga \| groga + vermella \| vermella \| sanció \| lesió \| baixa \| | PJ:partits jugats, GM:gols marcats, GE:gols encaixats, TG:targetes grogues, TV:targetes vermelles, PS:puntuació Sport \| puntuació \| groga \| groga + groga \| groga + vermella \| vermella \| sanció \| lesió \| baixa \| | PJ:partits jugats, GM:gols marcats, GE:gols encaixats, TG:targetes grogues, TV:targetes vermelles, PS:puntuació Sport \| puntuació \| groga \| groga + groga \| groga + vermella \| vermella \| sanció \| lesió \| baixa \| | PJ:partits jugats, GM:gols marcats, GE:gols encaixats, TG:targetes grogues, TV:targetes vermelles, PS:puntuació Sport \| puntuació \| groga \| groga + groga \| groga + vermella \| vermella \| sanció \| lesió \| baixa \| | PJ:partits jugats, GM:gols marcats, GE:gols encaixats, TG:targetes grogues, TV:targetes vermelles, PS:puntuació Sport \| puntuació \| groga \| groga + groga \| groga + vermella \| vermella \| sanció \| lesió \| baixa \| | PJ:partits jugats, GM:gols marcats, GE:gols encaixats, TG:targetes grogues, TV:targetes vermelles, PS:puntuació Sport \| puntuació \| groga \| groga + groga \| groga + vermella \| vermella \| sanció \| lesió \| baixa \| | PJ:partits jugats, GM:gols marcats, GE:gols encaixats, TG:targetes grogues, TV:targetes vermelles, PS:puntuació Sport \| puntuació \| groga \| groga + groga \| groga + vermella \| vermella \| sanció \| lesió \| baixa \| | PJ:partits jugats, GM:gols marcats, GE:gols encaixats, TG:targetes grogues, TV:targetes vermelles, PS:puntuació Sport \| puntuació \| groga \| groga + groga \| groga + vermella \| vermella \| sanció \| lesió \| baixa \| | Per sanció        |    | 3  |    |     |    |      |
| PJ:partits jugats, GM:gols marcats, GE:gols encaixats, TG:targetes grogues, TV:targetes vermelles, PS:puntuació Sport \| puntuació \| groga \| groga + groga \| groga + vermella \| vermella \| sanció \| lesió \| baixa \| | PJ:partits jugats, GM:gols marcats, GE:gols encaixats, TG:targetes grogues, TV:targetes vermelles, PS:puntuació Sport \| puntuació \| groga \| groga + groga \| groga + vermella \| vermella \| sanció \| lesió \| baixa \| | PJ:partits jugats, GM:gols marcats, GE:gols encaixats, TG:targetes grogues, TV:targetes vermelles, PS:puntuació Sport \| puntuació \| groga \| groga + groga \| groga + vermella \| vermella \| sanció \| lesió \| baixa \| | PJ:partits jugats, GM:gols marcats, GE:gols encaixats, TG:targetes grogues, TV:targetes vermelles, PS:puntuació Sport \| puntuació \| groga \| groga + groga \| groga + vermella \| vermella \| sanció \| lesió \| baixa \| | PJ:partits jugats, GM:gols marcats, GE:gols encaixats, TG:targetes grogues, TV:targetes vermelles, PS:puntuació Sport \| puntuació \| groga \| groga + groga \| groga + vermella \| vermella \| sanció \| lesió \| baixa \| | PJ:partits jugats, GM:gols marcats, GE:gols encaixats, TG:targetes grogues, TV:targetes vermelles, PS:puntuació Sport \| puntuació \| groga \| groga + groga \| groga + vermella \| vermella \| sanció \| lesió \| baixa \| | PJ:partits jugats, GM:gols marcats, GE:gols encaixats, TG:targetes grogues, TV:targetes vermelles, PS:puntuació Sport \| puntuació \| groga \| groga + groga \| groga + vermella \| vermella \| sanció \| lesió \| baixa \| | PJ:partits jugats, GM:gols marcats, GE:gols encaixats, TG:targetes grogues, TV:targetes vermelles, PS:puntuació Sport \| puntuació \| groga \| groga + groga \| groga + vermella \| vermella \| sanció \| lesió \| baixa \| | PJ:partits jugats, GM:gols marcats, GE:gols encaixats, TG:targetes grogues, TV:targetes vermelles, PS:puntuació Sport \| puntuació \| groga \| groga + groga \| groga + vermella \| vermella \| sanció \| lesió \| baixa \| | PJ:partits jugats, GM:gols marcats, GE:gols encaixats, TG:targetes grogues, TV:targetes vermelles, PS:puntuació Sport \| puntuació \| groga \| groga + groga \| groga + vermella \| vermella \| sanció \| lesió \| baixa \| | PJ:partits jugats, GM:gols marcats, GE:gols encaixats, TG:targetes grogues, TV:targetes vermelles, PS:puntuació Sport \| puntuació \| groga \| groga + groga \| groga + vermella \| vermella \| sanció \| lesió \| baixa \| | PJ:partits jugats, GM:gols marcats, GE:gols encaixats, TG:targetes grogues, TV:targetes vermelles, PS:puntuació Sport \| puntuació \| groga \| groga + groga \| groga + vermella \| vermella \| sanció \| lesió \| baixa \| | PJ:partits jugats, GM:gols marcats, GE:gols encaixats, TG:targetes grogues, TV:targetes vermelles, PS:puntuació Sport \| puntuació \| groga \| groga + groga \| groga + vermella \| vermella \| sanció \| lesió \| baixa \| | PJ:partits jugats, GM:gols marcats, GE:gols encaixats, TG:targetes grogues, TV:targetes vermelles, PS:puntuació Sport \| puntuació \| groga \| groga + groga \| groga + vermella \| vermella \| sanció \| lesió \| baixa \| | PJ:partits jugats, GM:gols marcats, GE:gols encaixats, TG:targetes grogues, TV:targetes vermelles, PS:puntuació Sport \| puntuació \| groga \| groga + groga \| groga + vermella \| vermella \| sanció \| lesió \| baixa \| | PJ:partits jugats, GM:gols marcats, GE:gols encaixats, TG:targetes grogues, TV:targetes vermelles, PS:puntuació Sport \| puntuació \| groga \| groga + groga \| groga + vermella \| vermella \| sanció \| lesió \| baixa \| | PJ:partits jugats, GM:gols marcats, GE:gols encaixats, TG:targetes grogues, TV:targetes vermelles, PS:puntuació Sport \| puntuació \| groga \| groga + groga \| groga + vermella \| vermella \| sanció \| lesió \| baixa \| | PJ:partits jugats, GM:gols marcats, GE:gols encaixats, TG:targetes grogues, TV:targetes vermelles, PS:puntuació Sport \| puntuació \| groga \| groga + groga \| groga + vermella \| vermella \| sanció \| lesió \| baixa \| | PJ:partits jugats, GM:gols marcats, GE:gols encaixats, TG:targetes grogues, TV:targetes vermelles, PS:puntuació Sport \| puntuació \| groga \| groga + groga \| groga + vermella \| vermella \| sanció \| lesió \| baixa \| | PJ:partits jugats, GM:gols marcats, GE:gols encaixats, TG:targetes grogues, TV:targetes vermelles, PS:puntuació Sport \| puntuació \| groga \| groga + groga \| groga + vermella \| vermella \| sanció \| lesió \| baixa \| | PJ:partits jugats, GM:gols marcats, GE:gols encaixats, TG:targetes grogues, TV:targetes vermelles, PS:puntuació Sport \| puntuació \| groga \| groga + groga \| groga + vermella \| vermella \| sanció \| lesió \| baixa \| | PJ:partits jugats, GM:gols marcats, GE:gols encaixats, TG:targetes grogues, TV:targetes vermelles, PS:puntuació Sport \| puntuació \| groga \| groga + groga \| groga + vermella \| vermella \| sanció \| lesió \| baixa \| | PJ:partits jugats, GM:gols marcats, GE:gols encaixats, TG:targetes grogues, TV:targetes vermelles, PS:puntuació Sport \| puntuació \| groga \| groga + groga \| groga + vermella \| vermella \| sanció \| lesió \| baixa \| | PJ:partits jugats, GM:gols marcats, GE:gols encaixats, TG:targetes grogues, TV:targetes vermelles, PS:puntuació Sport \| puntuació \| groga \| groga + groga \| groga + vermella \| vermella \| sanció \| lesió \| baixa \| | PJ:partits jugats, GM:gols marcats, GE:gols encaixats, TG:targetes grogues, TV:targetes vermelles, PS:puntuació Sport \| puntuació \| groga \| groga + groga \| groga + vermella \| vermella \| sanció \| lesió \| baixa \| | PJ:partits jugats, GM:gols marcats, GE:gols encaixats, TG:targetes grogues, TV:targetes vermelles, PS:puntuació Sport \| puntuació \| groga \| groga + groga \| groga + vermella \| vermella \| sanció \| lesió \| baixa \| | PJ:partits jugats, GM:gols marcats, GE:gols encaixats, TG:targetes grogues, TV:targetes vermelles, PS:puntuació Sport \| puntuació \| groga \| groga + groga \| groga + vermella \| vermella \| sanció \| lesió \| baixa \| | PJ:partits jugats, GM:gols marcats, GE:gols encaixats, TG:targetes grogues, TV:targetes vermelles, PS:puntuació Sport \| puntuació \| groga \| groga + groga \| groga + vermella \| vermella \| sanció \| lesió \| baixa \| | PJ:partits jugats, GM:gols marcats, GE:gols encaixats, TG:targetes grogues, TV:targetes vermelles, PS:puntuació Sport \| puntuació \| groga \| groga + groga \| groga + vermella \| vermella \| sanció \| lesió \| baixa \| | PJ:partits jugats, GM:gols marcats, GE:gols encaixats, TG:targetes grogues, TV:targetes vermelles, PS:puntuació Sport \| puntuació \| groga \| groga + groga \| groga + vermella \| vermella \| sanció \| lesió \| baixa \| | PJ:partits jugats, GM:gols marcats, GE:gols encaixats, TG:targetes grogues, TV:targetes vermelles, PS:puntuació Sport \| puntuació \| groga \| groga + groga \| groga + vermella \| vermella \| sanció \| lesió \| baixa \| | PJ:partits jugats, GM:gols marcats, GE:gols encaixats, TG:targetes grogues, TV:targetes vermelles, PS:puntuació Sport \| puntuació \| groga \| groga + groga \| groga + vermella \| vermella \| sanció \| lesió \| baixa \| | PJ:partits jugats, GM:gols marcats, GE:gols encaixats, TG:targetes grogues, TV:targetes vermelles, PS:puntuació Sport \| puntuació \| groga \| groga + groga \| groga + vermella \| vermella \| sanció \| lesió \| baixa \| | PJ:partits jugats, GM:gols marcats, GE:gols encaixats, TG:targetes grogues, TV:targetes vermelles, PS:puntuació Sport \| puntuació \| groga \| groga + groga \| groga + vermella \| vermella \| sanció \| lesió \| baixa \| | PJ:partits jugats, GM:gols marcats, GE:gols encaixats, TG:targetes grogues, TV:targetes vermelles, PS:puntuació Sport \| puntuació \| groga \| groga + groga \| groga + vermella \| vermella \| sanció \| lesió \| baixa \| | Total             |    | 48 | 48 | 147 | 13 | 2522 |
| puntuació | groga | groga + groga | groga + vermella | vermella | sanció | lesió | baixa | | | | | | | | | | | | | | | | | | | | | | | | | | | |                   |    |    |    |     |    |      |

## Resultats i classificacions
| Amistosos |

| 8 agost 2010 | Terrassa FC | 2 – 1                                  | EC Granollers | Terrassa                              |  |
| 18:30        | Jesús García 55' · Carlitos 78' Miguel Ángel · Siscu, Pep Arau, Jesús García, Erencia · Manel Expósito, Libo, Adri · Sergio Urbano, Xavi Molist, Sergio Montero | Mundo Deportivo Sport Terrassa Digital | 08' (p.) Oriol Vila · Víctor Vilarrassa · Gerard Casals, Cabra, David Suárez, Cánovas · Germán, Oriol Vila, David Matito, Ivan García · Marcelo, Sergio Castro | Olímpic · Alejandro Fernández Pérez · |  |

| 14 agost 2010 | CE Empuriabrava | 2 – 2 | EC Granollers                      | Empuriabrava |  |
| 19:00         |                 |       | (0-1) Touray · (2-2) Iván González | Aeroclub ·   |  |

| 15 agost 2010 | EC Granollers | 1 – 3           | CD Masnou | Granollers      |  |
| 20:00         | Iván González 35' · Víctor Vilarrassa · Gerard Casals, Cabra, Rubi, Cánovas · Germán, Oriol Vila, David Matito, Touray · Kitty, Iván González | Mundo Deportivo | 20' Xavi · 33' Lucas · 75' Javi Sánchez Abel · Javi, Jonathan, Yeray, Sergio · Siso Amigó, Rojals, Xavi · Marc, Lucas, Masip | Carrer Girona · |  |

| 21 agost 2010               | Girona FC (juvenil) | 0 – 2 | EC Granollers                 | Girona                    |  |
| 17:00 Triangular Can Gibert |                     |       | David Matito · (p) Oriol Vila | Municipal de Can Gibert · |  |

| 21 agost 2010               | UE Can Gibert | 1 – 3 | Girona FC (juvenil) | Girona                    |  |
| 18:00 Triangular Can Gibert |               |       |                     | Municipal de Can Gibert · |  |

| 21 agost 2010               | UE Can Gibert | 2 – 1 | EC Granollers | Girona                    |  |
| 19:00 Triangular Can Gibert |               |       | Bilal         | Municipal de Can Gibert · |  |

| 22 agost 2010 | UE Sant Joan Despí | 1 – 5           | EC Granollers | Sant Joan Despí                        |  |
| 20:00         | Albert Vicente 72' · Carvajal · Víctor, Cacho, Navas, Miguel · Marc González, Ibáñez, Marc Arias · Vázquez, Ferran, Guillermo Borja | Mundo Deportivo | 08' David Matito · 47' Germán · 68' Víctor Manuel · 71' Adama · 89' Jonathan Sepu II · Gerard Casals, Rubi, Merlatti, David Suárez · Oriol Vila, Tala, David Matito · Chava, Iván González, Ivan García | Barri Centre · Manuel Devesa Pereiro · |  |

| 25 agost 2010                | UE Canovelles | 2 – 1 | CF Les Franqueses | Granollers      |  |
| 20:00 Triangular Festa Major |               |       |                   | Carrer Girona · |  |

| 25 agost 2010                | EC Granollers | 0 – 1 | CF Les Franqueses | Granollers      |  |
| 21:00 Triangular Festa Major |               |       |                   | Carrer Girona · |  |

| 25 agost 2010                | EC Granollers | 2 – 2 | UE Canovelles | Granollers      |  |
| 22:00 Triangular Festa Major | Touray        |       |               | Carrer Girona · |  |

| 28 agost 2010 | AD Guíxols                                                                                     | 0 – 1                          | EC Granollers | Sant Feliu de Guíxols                             |  |
| 19:00         | Fàbrega Pau, Pastor, Cervera, Pedregosa Chicho, Borja, Llinàs Feixas, Rubén Pérez, Marc Medina | El 9 Esportiu Setmanari Àncora | 63' Adama · Sepu II · Maikel, Cabra, Rubi, Cánovas · Oriol Vila, Víctor Manuel, David Matito · Germán, Adama, Touray | Josep Sunyer i Arxer · Enric Ponsatí Clavaguera · |  |

| 29 agost 2010 | UE Vic | 1 – 0 | EC Granollers | Vic         |  |
| 18:00         |        |       |               | Municipal · |  |

| 4 setembre 2010 | CF Lloret | 2 – 4 | EC Granollers                 | Lloret de Mar |  |
| 18:00           |           |       | Adama · Iván González · Kitty | El Molí ·     |  |

| 5 setembre 2010               | Cerdanyola del Vallès FC | 1 – 2 | EC Granollers        | Les Franqueses del Vallès    |  |
| 18:00 XXX Trofeu ElectroCamps |                          |       | Kitty · David Matito | Municipal de Corró d'Avall · |  |

| 5 setembre 2010               | CF Les Franqueses | 0 – 0 | Cerdanyola del Vallès FC | Les Franqueses del Vallès    |  |
| 19:00 XXX Trofeu ElectroCamps |                   |       |                          | Municipal de Corró d'Avall · |  |

| 5 setembre 2010               | CF Les Franqueses | 1 – 0 | EC Granollers | Les Franqueses del Vallès    |  |
| 20:00 XXX Trofeu ElectroCamps |                   |       |               | Municipal de Corró d'Avall · |  |

| 6 gener 2011 | UE Rubí | 4 – 3 | EC Granollers | Rubí        |  |
|              |         |       |               | Can Rosés · |  |

| Preferent Territorial |

| 12 setembre 2010 | CFA Gironella                                                                       | 0 – 1                                            | EC Granollers | Gironella                            |  |
| 16:30 Jornada 1  | Abel Riki, Iván López, Ponti, Ferran Guifré, Dani Sucías, Massana Toni, Miki, Roger | Mundo Deportivo Sport Revista del Vallès Regió 7 | 85' Adama Sepu II · Maikel, Charcos, Bellavista, Cánovas · Oriol Vila, Tala, David Matito · Chava, Iván González, Ivan García | Municipal · Carlos Albelda Bárcena · |  |

| 19 setembre 2010 | EC Granollers                                                                                              | 0 – 0                                                  | CE Farners                                                                                               | Granollers                                                 |  |
| 12:00 Jornada 2  | Sepu II Maikel, Rubi, Bellavista, Cánovas Oriol Vila, Tala, David Matito Chava, Iván González, Ivan García | Mundo Deportivo Sport Revista del Vallès El 9 Esportiu | Jota Reyes, Isaac, Pitu Riart, Negre Criado, Gerard Masferrer, Iván Fernández Rueda, Butra, Carlos López | Carrer Girona · 200 espectadors · Ricard Llopart Palomar · |  |

| 26 setembre 2010 | CD Banyoles                                                                    | 0 – 1                                                  | EC Granollers | Banyoles                                     |  |
| 17:00 Jornada 3  | Gerard Castany, Yuyu, Toni, Jordi Navarro, Andoni, Garangou Javito, Àngel, Edu | Mundo Deportivo Sport Revista del Vallès El 9 Esportiu | 76' Touray Sepu II · Maikel, Rubi, Bellavista, Cánovas · Chava, Oriol Vila, David Matito, Ivan García · Adama, Iván González | Camp Nou Municipal · Lluís Company Jiménez · |  |

| 02 octubre 2010 | EC Granollers                                                                                          | 0 – 0                                             | CF Mollet UE | Granollers                                   |  |
| 16:30 Jornada 4 | Sepu II Maikel, Rubi, Bellavista, Merlatti Oriol Vila, Tala, David Matito Chava, Iván González, Touray | Mundo Deportivo Sport Revista del Vallès El 9 Nou | Marc Bellés Alberto, Toni García, Durán, Fran Carrasco Marc Fortuny, Chiqui, Bauli Riki Alcántara, Marcelo, Guerrero | Carrer Girona · Marcelino Asensio Lahuerta · |  |

| 9 octubre 2010  | CCD Turó de la Peira                                                                         | 1 – 1                                    | EC Granollers | El Turó de la Peira                |  |
| 18:00 Jornada 5 | Mono 53' (p.) · Peque · Olías, Soto, Mackay, Mula · Fino, Manolo, Mono · Alfred, Jona, Jonny | Mundo Deportivo Sport Revista del Vallès | 83' Iván González Sepu II · Maikel, Tala, Bellavista, Merlatti · Oriol Vila, Kitty, David Matito · Adama, Iván González, Jonathan | Municipal · Daniel López Jiménez · |  |

| 17 octubre 2010 | EC Granollers | 2 – 1                                    | FC Palau                                                                                                | Granollers                                                |  |
| 12:00 Jornada 6 | David Matito 25' · Iván González 41' Víctor Vilarrassa · Maikel, Tala, Bellavista, Merlatti · Kitty, Oriol Vila, David Matito, Ivan García · Germán, Iván González | Mundo Deportivo Sport Revista del Vallès | 52' (p.p.) Tala · Mora · Samu, José María, Frank, Héctor · Pau, Ortiz, Dani · Morera, Miguelito, Juanan | Carrer Girona · 300 espectadors · Joel Moreno Berenguer · |  |

| 24 octubre 2010 | EC Granollers | 1 – 3                                    | CF Ripollet | Granollers                              |  |
| 12:00 Jornada 7 | Jonathan 63' · Sepu II · Maikel, Tala, Bellavista, Merlatti · Kitty, Oriol Vila, David Matito, Ivan García · Germán, Iván González | Mundo Deportivo Sport Revista del Vallès | 21' 54' Novo · 82' Berni Reyes · Salva Tirado, Bravo, Salva Carreras, Miguel · Marc Gomà, Àlex Gil, Uri · Rubén, Novo, Fran | Carrer Girona · César García Peñacoba · |  |

| 30 octubre 2010 | CE Premià de Dalt | 3 – 2                                    | EC Granollers | Premià de Dalt                       |  |
| 17:00 Jornada 8 | Juli 33' · Sultán 70' 83' Vilajuana · Ramos, Adolfo, Dani, Julio · Juan, Buitre, Cristóbal · Roqueta, Sultán, Pereira | Mundo Deportivo Sport Revista del Vallès | 01' Adama · 40' (p.) Oriol Vila Sepu II · Maikel, Tala, Bellavista, Merlatti · Germán, Oriol Vila, David Matito · Adama, Iván González, Jonathan | Municipal · Joan Fábregas Capellas · |  |

| 7 novembre 2010 | EC Granollers | 4 – 1                                                     | UE Avià                                                                                          | Granollers                                                                            |  |
| 12:00 Jornada 9 | Adama 08' 17' 46' · Ivan García 49' Víctor Vilarrassa · Maikel, Tala, Merlatti, Cánovas · Oriol Vila, David Matito, Ivan García · Adama, Iván González, Jonathan | Mundo Deportivo Sport Revista del Vallès El 9 Nou Regió 7 | 84' Ángel · Dani · Pol, Miguel, Cortizo, Planas · Ángel, Revilla, Miki · Sellarés, Raúl, Noguera | Carrer Girona · David Pinel Fernández · Josep Barceló Prats · Daniel Cañabate Matas · |  |

| 14 novembre 2010 | UE Tona                                                                                      | 1 – 1                                    | EC Granollers | Tona                                    |  |
| 11:45 Jornada 10 | Vinyet 50' Joel · Èric, Vestit, Roquet, Payán · Dani, Martí, Gerard · Donaire, Comas, Vinyet | Mundo Deportivo Sport Revista del Vallès | 31' Jonathan Sepu II · Maikel, Tala, Merlatti, Cánovas · Oriol Vila, Pep Roca, Ivan García · Adama, Iván González, Jonathan | Nou Municipal · Rubén Gonzálvez Lober · |  |

| 21 novembre 2010 | EC Granollers | 1 – 2                                             | UA Horta | Granollers                                    |  |
| 12:00 Jornada 11 | Oriol Vila 55' (p.) · Víctor Vilarrassa · Maikel, Tala, Merlatti, Cánovas · Oriol Vila, David Matito, Ivan García · Adama, Iván González, Jonathan | Mundo Deportivo Sport Revista del Vallès El 9 Nou | 27' (p.) Juan Pedro · 74' Nils Álvaro · Ciurana, Rueda, Miguel Ángel, Carlos · Juan Pedro, Costa, Marcel · Jacob, Ismael, Nacho | Carrer Girona · Joan Ramon Rodríguez Abadal · |  |

| 27 novembre 2010 | UE Figueres | 4 – 2                                                                                        | EC Granollers | Figueres                                                                                              |  |
| 16:30 Jornada 12 | Cruz 40' · Teixi 49' 73' · Toti 96' (p.) Ureña · Pipa, Ricard Ferrer, Argi, Luque · Jairo, Moñino, Toti, Cruz · Sile, Teixi | Mundo Deportivo Sport Revista del Vallès El 9 Esportiu Diari de Girona Hora Nova UE Figueres | 30' Iván González · 56' Dani O · Sepu II · Maikel, Cabra, Tala, Cánovas · Dani O, Pep Roca, David Matito, Ivan García · Iván González, Touray | Vilatenim · 300 espectadors · Víctor Caballero León · Raúl Martínez Fernández · Abel Casado Cabezos · |  |

| 5 desembre 2010  | EC Granollers | 2 – 1                                                  | FC Palafrugell | Granollers                              |  |
| 12:00 Jornada 13 | Cánovas 52' · Adama 75' Sepu II · Bellavista, Tala, Merlatti, Cánovas · Oriol Vila, David Matito, Ivan García · Adama, Iván González, Jonathan | Mundo Deportivo Sport Revista del Vallès El 9 Esportiu | 27' (p.) Petalla · Carles · Franc, Petalla, Pitu Ventura, Cenizo · Sheriff, Pascual, Montoliu · Raül, Carlos Martínez, Moha | Carrer Girona · Manuel Sánchez Valera · |  |

| 12 desembre 2010 | CE Mataró                                                               | 0 – 4                                             | EC Granollers | Mataró                                      |  |
| 17:00 Jornada 14 | Beni Raúl, Vacas, Quim, Aitor Saltor, Javi, Leni Othman, Landi, Fiérrez | Mundo Deportivo Sport Revista del Vallès El 9 Nou | 15' Iván González · 19' David Matito · 72' Adama · 86' Bilal Sepu II · Germán, Dani O, Bellavista, Cánovas · Oriol Vila, David Matito, Ivan García · Adama, Iván González, Jonathan | Passeig Carles Pedrós · Jorge Hoyas Gómez · |  |

| 19 desembre 2010 | EC Granollers                                                                                               | 0 – 2                                            | CE Manresa | Granollers                                                                                                 |  |
| 12:00 Jornada 15 | Sepu II Bellavista, Cabra, Tala, Cánovas Dani O, Oriol Vila, David Matito, Ivan García Adama, Iván González | Mundo Deportivo Sport Revista del Vallès Regió 7 | 10' 79' Kante Moreno · Xavi Pujols, Moha, Mamadou, Mitch · Isaac Vidal, Moi, Uri Dalmau, Kante · Rebollo, Joel | Carrer Girona · 250 espectadors · Rubén Moreno Hernández · Carles Expósito Pedregosa · Marc Vela Lechuga · |  |

| 9 gener 2011     | CE Canyelles                                                                                                | 2 – 2                                    | EC Granollers | Canyelles (Nou Barris)                                      |  |
| 12:00 Jornada 16 | Silver 46' · Melendi 62' Porcar · Jordi, Raúl, Melendi, Narciso · Silver, Marín, Chus · Fortuny, Rubi, Kañi | Mundo Deportivo Sport Revista del Vallès | 50' David Matito · 75' Adama Víctor Vilarrassa · Dani O, Cabra, Tala, Cánovas · Germán, Oriol Vila, David Matito, Ivan García · Adama, Iván González | Municipal · 150 espectadors · Francisco del Olmo Castelló · |  |

| 16 gener 2011    | EC Granollers | 4 – 0                                                           | UD Cassà                                                                                         | Granollers                                                        |  |
| 12:00 Jornada 17 | Adama 05' 80' · Iván González 31' · Jonathan 75' Víctor Vilarrassa · Litus, Cabra, Tala, Cánovas · Oriol Vila, David Matito · Rubén Soler, Iván González, Ivan García · Adama | Mundo Deportivo Sport Revista del Vallès El 9 Nou El 9 Esportiu | Cítores Codolà, Massegur, Pla, Turró Domingo, Troyano, Caballé Serra, Quimet Boadas, Adrià Salas | Carrer Girona · 100 espectadors · Josep Maria Rodríguez Enrique · |  |

| 23 gener 2011    | EC Granollers | 2 – 0                                                     | CFA Gironella                                                                         | Granollers                                                 |  |
| 12:00 Jornada 18 | Adama 52' 54' Víctor Vilarrassa · Bellavista, Cabra, Tala, Cánovas · Oriol Vila, David Matito · Germán, Iván González, Ivan García · Adama | Mundo Deportivo Sport Revista del Vallès El 9 Nou Regió 7 | Abel Riki, Iván López, Mena, Ferran Santamaría, Dani Sucías, Moreno Toni, Miki, Roger | Carrer Girona · 100 espectadors · Èdgar Carmona Martínez · |  |

| 29 gener 2011    | CE Farners | 4 – 0                                                  | EC Granollers | Santa Coloma de Farners           |  |
| 16:00 Jornada 19 | Cristian Mora 23' · Riki Solà 27' 54' · Martín 50' Jordi Tuscà · Padrós, Isaac, Pitu Riart, Negre · Criado, Iván Fernández, Butra · Martín, Riki Solà, Cristian Mora | Mundo Deportivo Sport Revista del Vallès El 9 Esportiu | Víctor Vilarrassa Litus, Cabra, Bellavista, Merlatti Germán, Tala, David Matito, Ivan García Adama, Iván González | Municipal · José Asensio Tejero · |  |

| 6 febrer 2011    | EC Granollers | 4 – 0                                                  | CD Banyoles                                                             | Granollers |  |
| 12:00 Jornada 20 | Rubén Soler 20' (p.) · Jonathan 35' · Dani Haro 78' · Germán 83' Víctor Vilarrassa · Bellavista, Cabra, Xavi Comas, Cánovas · Rubén Soler, Tala, Ivan García · Germán, Jonathan, Bilal | Mundo Deportivo Sport Revista del Vallès El 9 Esportiu | Gerard Castany, Dani, Ribu, Evarist Coro, Gari, Edu Álvaro, Àngel, Joel | Carrer Girona · 150 espectadors · Rubén Gonzálvez Lober · Jairo Berrocal Rodríguez · David Morenilla Rodríguez · |  |

| 12 febrer 2011   | CF Mollet UE | 1 – 0                                    | EC Granollers | Mollet del Vallès                                                                     |  |
| 12:00 Jornada 21 | David Matito 29' (p.p.) Marc Bellés · Alberto, Toni García, Durán, Toni Ruiz · Cris, Ricky · Fortuny, Víctor Manuel, Marcelo · Bauli | Mundo Deportivo Sport Revista del Vallès | Víctor Vilarrassa Litus, Cabra, Xavi Comas, Cánovas Rubén Soler, Tala, David Matito, Ivan García Germán, Jonathan | Germans Gonzalvo · Nicolás Horna Díaz · Jordi García Pablos · Sergio Arenas Doroteo · |  |

| 20 febrer 2011   | EC Granollers | 1 – 1                                    | CCD Turó de la Peira                                                                     | Granollers                                                                   |  |
| 12:00 Jornada 22 | Germán 88' Víctor Vilarrassa · Bellavista, Xavi Comas, Merlatti, Litus · Rubén Soler, Tala, David Matito, Ivan García · Germán, Jonathan | Mundo Deportivo Sport Revista del Vallès | 83' Mono Peque · Olías, Soto, Mackay, Miguel · Fino, Manolo, Mono · Alfred, Óscar, Jonny | Carrer Girona · Deniz Kizildag · David Rovira Campà · Marc Teruel Escrichs · |  |

| 27 febrer 2011   | FC Palau | 3 – 2                                    | EC Granollers | Palau-solità i Plegamans                                                                 |  |
| 12:00 Jornada 23 | Miguelito 28' 42' 75' · Mora · Viri, José María, Frank, Héctor · Víctor, Sergi, Ángel · Morera, Miguelito, Juanan | Mundo Deportivo Sport Revista del Vallès | 35' Jonathan · 77' Ivan García Juanuto · Bellavista, Cabra, Xavi Comas, Litus · Germán, Oriol Vila, Tala, Ivan García · Aliou, Jonathan | Camp de la Riera · David Pinel Fernández · Gerard Balcells Dalmau · Édgar Ramírez Hens · |  |

| 13 març 2011     | CF Ripollet | 3 – 0                                    | EC Granollers | Ripollet                                                                    |  |
| 12:00 Jornada 24 | Rubén 16' (p.) 40' · Genís 62' Reyes · Miguel, Bravo, Salva Carreras, Rai · Marc Gomà, Àlex Gil, Uri · Rubén, Novo, Fran | Mundo Deportivo Sport Revista del Vallès | Víctor Vilarrassa Bellavista, Cabra, Xavi Comas, Merlatti Germán, Tala, David Matito, Ivan García Jonathan, Cánovas | Municipal · Josep Oriol Pérez Setó · Ignasi Amor Berge · Édgar Nula Pérez · |  |

| 20 març 2011     | EC Granollers                                                                                                   | 0 – 0                                             | CE Premià de Dalt                                                              | Granollers                                                                              |  |
| 12:00 Jornada 25 | Víctor Vilarrassa Rogeli, Bellavista, Cabra, Cánovas Rubén Soler, Tala, David Matito, Merlatti Germán, Jonathan | Mundo Deportivo Sport Revista del Vallès El 9 Nou | Vilajuana Julio, Pol, Lalo, Buitre Dani, Adolfo, Cristian Borja, Marc, Roqueta | Carrer Girona · Álvaro García Chavarría · Jordi Giménez Ferrer · Rubén Marqués Obalat · |  |

| 26 març 2011     | UE Avià | 4 – 1                            | EC Granollers | Avià                                                                                          |  |
| 16:00 Jornada 26 | Raúl 50' · Pol 53' · Revilla 65' · Viladomat 80' Marc Antoni · Pol, Miguel, Cortizo, Planas · Viladomat, Revilla, Guijarro · Sellarés, Raúl, Noguera | Sport Revista del Vallès Regió 7 | 21' Tala · Víctor Vilarrassa · Rogeli, Bellavista, Cabra, Cánovas · David Matito, Tala, Merlatti, Ivan García · Germán, Jonathan | Camp Municipal · Lluís Company Jiménez · Paul Newman Caballero Sánchez · Roberto Mba García · |  |

| 3 abril 2011     | EC Granollers | 1 – 2                                                                       | UE Tona                                                                                      | Granollers                                                                                       |  |
| 12:00 Jornada 27 | David Matito 39' Víctor Vilarrassa · Bellavista, Cabra, Xavi Comas, Cánovas · Germán, Tala, David Matito, Ivan García · Aliou, Bilal | Mundo Deportivo Sport Revista del Vallès El 9 Nou (Vallès) El 9 Nou (Osona) | 08' 10' Comas Calvo · Gerard, Vestit, Martí, Casas · Vinyet, Comas, Redu · Dani, Mendo, Eloi | Carrer Girona · Ángel González Pleguezuelos · David Tiburcio Herrero · Iván Magdaleno Martínez · |  |

| 10 abril 2011    | UA Horta | 1 – 1                                    | EC Granollers | Barri d'Horta, Barcelona                                                             |  |
| 12:00 Jornada 28 | Mario 94' Álvaro · Marcel, Marc, Rueda, Albert · Juan Pedro, Lolo, Jordi Sánchez · Jesús Millán, Mario, Nils | Mundo Deportivo Sport Revista del Vallès | 67' Rubén Soler Pablo Doñate · Bellavista, Cabra, Xavi Comas, Merlatti · Germán, Oriol Vila, David Matito, Ivan García · Aliou, Rubén Soler | Feliu i Codina · Rubén Moreno Hernández · Marc Vela Lechuga · Lluís Serras Marquès · |  |

| 17 abril 2011    | EC Granollers | 1 – 4                                                                             | UE Figueres | Granollers |  |
| 12:00 Jornada 29 | Aliou 28' · Víctor Vilarrassa · Pinadella, Cabra, Bellavista, Merlatti · Rubén Soler, Oriol Vila, Tala, Ivan García · Aliou, Jonathan | Mundo Deportivo Sport El 9 Esportiu Diari de Girona Hora Nova Empordà UE Figueres | 14' Argi · 50' Jairo · 62' 70' Pep Esteve Xavi · Pipa, Ricard Ferrer, Murga, Luque · Teixi, Argi, Toti, Moñino · Serrano, Cruz | Carrer Girona · 200 espectadors · Carlos Albelda Bárcena · Alberto Hernández Ortiz · José Ramón López Rodríguez · |  |

| 1 maig 2011      | FC Palafrugell                                                                                                  | 1 – 3                                                                           | EC Granollers | Palafrugell                                                                                         |  |
| 16:45 Jornada 30 | Chami 07' · Alexis · Cenizo, Moha, Jordi, Pascal · Raül, Edu Puig, Sheriff · Marc Pujol, Carlos Martínez, Chami | Mundo Deportivo Sport Revista del Vallès El 9 Nou El 9 Esportiu Diari de Girona | 28' 46' Jonathan · 49' Adama Pablo Doñate · Pinadella, Tala, Arnau, Merlatti · Germán, Oriol Vila, David Matito, Ivan García · Adama, Jonathan | Josep Pla i Arbonés · Julián Haro Torrijos · Carlos Javier García Martín · Sergio Cuerda González · |  |

| 8 maig 2011                                                   | EC Granollers | 3 – 0 | CE Mataró | Granollers      |  |
| 12:00 El Mataró es retira després de la jornada 17 Jornada 31 |               |       |           | Carrer Girona · |  |

| 15 maig 2011     | CE Manresa                                                                           | 0 – 0                                            | EC Granollers                                                                                          | Manresa                                                                                                 |  |
| 12:00 Jornada 32 | Moreno Moha, Moi, Mamadou, Edgar Xavi Pujols, Sergi López, Kevin, Kante Álvaro, Joel | Mundo Deportivo Sport Revista del Vallès Regió 7 | Pablo Doñate Bellavista, Tala, Arnau, Merlatti Germán, Oriol Vila, David Matito, Bilal Adama, Jonathan | Nou Congost · 130 espectadors · Antonio Pinzano Rodríguez · Jordi García Pablos · David Turró Fuentes · |  |

| 21 maig 2011     | EC Granollers                                                                                          | 0 – 1                                             | CE Canyelles                                                                                             | Granollers                                                                     |  |
| 16:00 Jornada 33 | Pablo Doñate Bellavista, Tala, Arnau, Merlatti Germán, Oriol Vila, David Matito, Bilal Adama, Jonathan | Mundo Deportivo Sport Revista del Vallès El 9 Nou | 80' (p.) Velillas Porcar · Jordi, Raúl, Melendi, Tato · Velillas, Marín, Alberto · Fran, Silvestre, Kañi | Carrer Girona · Jesús Mira García · Francesc Roca Molné · Oriol Pombó Chorto · |  |

| 26 maig 2011     | UD Cassà | 2 – 1                               | EC Granollers | Cassà de la Selva                                                                       |  |
| 21:00 Jornada 34 | Massegur 28' · Moussa 50' Cítores · Uri, Rubén, Troyano, Salas · Serra, Massegur, Caballé · López, Pérez, Moussa | Sport El 9 Esportiu Diari de Girona | 13' (p.) Oriol Vila · Víctor Vilarrassa · Bellavista, Cabra, Arnau, Merlatti · Germán, Oriol Vila, David Matito, Bilal · Adama, Jonathan | Municipal · Jonathan Miguel Teruel · Santiago Domínguez Mateo · Kilian Valera Agudelo · |  |

| Posició | J  | G  | E | P  | GF | GC | DG | Punts |
| ------- | -- | -- | - | -- | -- | -- | -- | ----- |
| 12è     | 34 | 11 | 9 | 14 | 48 | 48 | 0  | 42    |